# Tofol
Tofol is de hoofdplaats van de Micronesische deelstaat Kosrae. De plaats maakt deel uit van de gemeente Lelu en ligt aan de oostkust van het eiland aan Lelu Harbor, dat het kleinere eiland Lelu van het hoofdeiland scheidt. Ten noordwesten van de dorpskern stroomt de rivier de Innem.
Naast de politieke en rechterlijke autoriteiten bevinden zich in Tofol een middelbare school, een hospitaal, een museum en het toerismebureau van Kosrae. De bibliotheek Rose Mackwelung Library maakt deel uit van het schoolcomplex en bevat een interessante collectie referentiewerken over en uit Micronesië, waaronder overheidsdocumenten.

## Bezienswaardigheden
- Kosrae Museum

Colonia · Kolonia · Tofol · Weno